# Egry Zoltán
Botházi Egry Zoltán (Ördöngösfüzes, 1874. október 15.– Nyékládháza, 1941. április 14.) huszár ezredes, országgyűlési képviselő a Magyar Élet Pártja programjával, Borsod vármegye törvényhatósági bizottságának tagja, a nyékládházai református egyház főgondnoka, a Nyékládházai Hitelszövetkezet elnöke, nyékládházi földbirtokos.

## Élete
Régi erdélyi református nemesi család sarja, amely a Kolozs megyéből származik, és tagjai ott a "botházi"  nemesi előnevet is viselik. Apja botházi Egry István, földbirtokos, anyja Varga Róza. Középiskoláit a kolozsvári református gimnáziumban végezte. Ezután 1894-ben elvégezte a budapesti hadapródiskolát, majd katonai szolgálatát a volt 5. közös gyalogezredben kezdte meg. Később a lovassághoz lépett át és 1900-tól a 15. huszárezred kötelékében teljesített szolgálatot. Az első világháború kitörésekor mint századparancsnok ment ki a harctérre ezredével és az orosz fronton teljesített elsővonalbeli szolgálatot. 1916-ban őrnaggyá léptették elő, és 1918 tavaszán az olasz harctérre ment. Vitéz és bátor magatartásáért a III. osztályú katonai érdemkereszttel, majd a Signum Laudis-szal tüntették ki és még több háborús kitüntetése volt. A Tanácsköztársaság kitörésekor nyugdíjaztatását kérte, majd Erdélybe ment, ahonnan azonban a románok kiutasították. 1919 őszén menekült el Erdélyből és ekkor továbbfolytatta katonai pályáját. 1922-ben mint ezredes került nyugdíjba és azóta Nyékládházán, Borsod vármegyében, a felesége négyesi Szepessy Aranka családi birtokán gazdálkodott. Erőteljesen részt vette megyei társadalmi és egyházi életben: a nyékládházi református egyházközségi főgondnok, valamint a járási mezőgazdasági bizottsági elnök, megyebizottsági tag, a kisgyűlés tagja és több kulturális és társadalmi egyesületben visel tisztséget. 1936 márciusában időközi választáson a Nemzeti Egység Pártja programjával a mezőcsáti kerületben indult a választási küzdelembe, és ekkor mandátumot kapott, amit haláláig betöltött. Főként gazdasági kérdésekkel foglalkozott. 1941. április 14.-én hunyt el Nyékádházán.

## Házassága

A négyesi Szepessy család címere (a Siebmacher féle könyvből)

1898. november 16-án Miskolcon, Egry Zoltán feleségül vette a nemesi származású négyesi Szepessy Aranka Róza (Miskolc, 1872. március 18.) kisasszonyt, akinek a szülei négyesi Szepessy András (1835–1890), mezőnyéki és ládházi földbirtokos, és okolicsnai Okolicsányi Mária (1839–1884) voltak. Az apai nagyszülei négyesi Szepessy József (1802–1856), Borsod vármegye hadi főadószedője, földbirtokos, valamint gencsi és mihályfalvi Gencsy Zsófia (1803–1858) voltak. Az anyai nagyszülei okolicsnai Okolicsányi Gusztáv (1806–1861), szolgabíró, földbirtokos és kesseleőkeöi Majthényi Mária (1809–1858) voltak. Egry Zoltánné Szepessy Aranka fivére, négyesi Szepessy András (1874-1916), császári és királyi kamarás, ezredbeli őrnagy, földbirtokos, akinek hitvesétől, csongrádi Bághy Eleonóra (1881–1921) asszonytól született több lánya: Szepessy Eleonóra (1899–1988, Vattay Antal (1891–1966) altábornagynak a felesége, valamint Szepessy Aranka (1901–1966), akinek a férje négyesi Szepessy Géza (1895–1969) országgyűlési képviselő volt. Egry Zoltán Vattay Antal altábornaggyal, Lenz József (1897–1965) kereskedelmi tanácsossal valamint négyesi Szepessy Géza (1895–1969) országgyűlési képviselővel jó barátságot ápolt; felesége révén baráti vagy rokoni viszonyba került velük. Egry Zoltán és Szepessy Aranka házasságából nem született gyermek.